# Kitaro
Masanori Takahashi (高橋 正則) (Toyohashi, 4 de fevereiro de 1953), mais conhecido como Kitarō (喜多郎), é um músico, compositor e multi-instrumentista japonês. Foi vencedor do Grammy em 2001 na categoria New age.
O estilo de Kitarō é a epítome do contemplativo e da música de sintetizador densamente melódica frequentemente associada com o movimento New age. O próprio, sendo autodidacta, aprendeu sozinho a tocar guitarra eléctrica durante o seu ensino secundário - inspirado pelas sonoridades do R&B de Otis Redding. Nos anos 70, Kitarō formou a banda "Far East Family Band", que lançou dois álbuns de rock progressivo. Em 1972, porém conheceu o músico alemão Klaus Schulze durante uma viagem à Europa. Uma viagem marcante dado que a partir daí construiu o seu primeiro sintetizador e começou a experimentar uma plêiade de sons musicais novos e diferentes. O seu primeiro álbum a solo, "Astral Voyage" foi lançado em 1978 e rapidamente ganhou um culto de seguidores. Dois anos mais tarde, produziu a primeira de várias bandas sonoras para "Silk Road", uma série documental japonesa que decorreu durante cinco anos. Vários álbuns de música da série "Silk Road" foram lançados a um crescente número de fãs internacionais que admiravam a sua combinação entre a textura exuberante e majestática com a música gentil e por vezes naif. Kitarō, porém, era ainda considerado um artista underground nos Estados Unidos até ter assinado pela editora Geffen Records em 1986, na qual relançou sete dos seus álbuns anteriores dando-lhe o suporte para se expandir ainda mais musicalmente.

## Discografia (seleção)
| - Asia (1975) - Ten Kai (1978) - Astral Voyage (1978) - In Person Digital (1978) - Millennia (1978) - From the Full Moon Story (1979) - Ki (1979) - Oasis (1979) - Silk Road vol.1 (1980) - Silk Road vol.2 (1980) - In Person Digital (1980) - Silk Road Suite (1980) - Tunhuang (1981) - The World of Kitarō (1981) - Ki (1981) - Millennia (1982) - Live in Budokan (1982) - Portopia '81 (1983) - Ten-Jiku (1983) - Live in Asia (1984) - Silver Cloud (1985) - Best Selection (1985) - Towards the West (1986) - Tenku (1986) - The Light of the Spirit (1987) - Ten Years (1988) - Kojiki (1990) | - Live in America (1991) - Dream (1992) - Heaven & Earth (1993) - Mandala (1994) - Tokusen II (1994) - An Enchanted Evening (1995) - Peace on Earth (1996) - Cirque Ingenieux (1997) - The Soong Sisters (1997) - Gaia.Onbashira (1998) - Healing Forest (1998) - Noah's Ark (1999) - Thinking of You (1999) - Best of Kitarō vol.2 (1999) - Ancient (2000) - An Ancient Journey (2001) - Asian Café (2002) - Live in Yakushiji (2002) - Sacred Journey of Ku-Kai (2003) - Ninja Scroll (2003) - Sacred Journey of Ku-Kai vol.2 (2005) - Spiritual Garden (2006) - Sacred Journey of Ku-Kai vol.3 (2007) - Impressions Of The West Lake (2009) - Live in Zacatecas (2010) |

## Prêmios e Indicações
Grammy Awards
- Kitarō detém o recorde de 16 indicações ao Grammy awards na categoria "Best New Age Album"

| Ano  | Trabalho Indicado                 | Categoria                | Resultado | Ref. |
| ---- | --------------------------------- | ------------------------ | --------- | ---- |
| 1987 | The Field                         | Best New Age Performance | Indicado  |      |
| 1990 | Kojiki                            | Best New Age Album       | Indicado  |      |
| 1992 | Dream                             | Best New Age Album       | Indicado  |      |
| 1994 | Mandala                           | Best New Age Album       | Indicado  |      |
| 1995 | An Enchanted Evening              | Best New Age Album       | Indicado  |      |
| 1998 | Gaia-Onbashira                    | Best New Age Album       | Indicado  |      |
| 1999 | Thinking Of You                   | Best New Age Album       | Venceu    |      |
| 2002 | Ancient                           | Best New Age Album       | Indicado  |      |
| 2003 | An Ancient Journey                | Best New Age Album       | Indicado  |      |
| 2004 | Sacred Journey of Ku-Kai Volume 1 | Best New Age Album       | Indicado  |      |
| 2006 | Sacred Journey Of Ku-Kai Volume 2 | Best New Age Album       | Indicado  |      |
| 2008 | Sacred Journey Of Ku-Kai Volume 3 | Best New Age Album       | Indicado  |      |
| 2009 | Impressions Of The West Lake      | Best New Age Album       | Indicado  |      |
| 2011 | Sacred Journey Of Ku-Kai Volume 4 | Best New Age Album       | Indicado  |      |
| 2013 | Final Call                        | Best New Age Album       | Indicado  |      |
| 2014 | Symphony Live In Istanbul         | Best New Age Album       | Indicado  |      |
| 2017 | Sacred Journey of Ku-Kai Vol. 5   | Best New Age Album       | Indicado  |      |

Outros Prêmios
| Ano  | Prêmio                                            | Categoria                        | Trabalho Indicado | Info                    | Resultado | Ref.  |
| ---- | ------------------------------------------------- | -------------------------------- | ----------------- | ----------------------- | --------- | ----- |
| 1985 | Hong Kong Film Awards                             | Best Original Film Score         | Homecoming        |                         | Indicado  | [ 1 ] |
| 1991 | Japan Gold Disc Awards                            | Best Fusion Instrumental Work    | Kojiki            |                         | Venceu    | [ 2 ] |
| 1993 | Golden Globe Awards                               | Best Original Score              | Heaven & Earth    |                         | Venceu    |       |
| 1997 | Golden Horse Film Festival and Awards (Hong Kong) | Best Original Score for the film | Soong Sisters     | Kitaro and Randy Miller | Venceu    | [ 3 ] |
| 1998 | Hong Kong Film Awards                             | Best Original Score              | Soong Sisters     | Kitaro and Randy Miller | Venceu    | .     |